# Sorin Oprescu
Sorin Mircea Oprescu (ur. 7 listopada 1951 w Bukareszcie) – rumuński lekarz, specjalista w zakresie chirurgii, wykładowca akademicki, od 2008 do 2015 burmistrz Bukaresztu. Kandydat w wyborach prezydenckich w 2009.

## Życiorys
Sorin Oprescu urodził się w 1951 w Bukareszcie. W latach 70. studiował na wydziale lekarskim instytutu medycyny i farmacji w Bukareszcie. W 1981 został doktorem nauk medycznych ze specjalizacją w chirurgii ogólnej.
Pracował jako chirurg w różnych szpitalach w kraju i zagranicą. Zajął się także działalnością akademicką, w 2000 obejmując profesurę na Universitatea de Medicină și Farmacie „Carol Davila” w Bukareszcie. Od 1994 do 2006 pełnił funkcję dyrektora stołecznego szpitala uniwersyteckiego, a w latach 2001–2005 dyrektora szpitala „Elias”. Od 1999 do 2007 był przewodniczącym kolegium medycznego w Bukareszcie. W latach 1992–1993 zajmował stanowisko doradcy ministra zdrowia. Od 1996 do 2000 był radnym w radzie miejskiej Bukaresztu.
Należał do Partii Socjaldemokracji w Rumunii (przekształconej później w Partię Socjaldemokratyczną). W 1998 po raz pierwszy wziął udział w wyborach na burmistrza Bukaresztu, zajmując trzecie miejsce z wynikiem 19,3% głosów. W 2000 wystartował ponownie, przeszedł do drugiej tury, w której przegrał jednak z Traianem Băsescu stosunkiem głosów, 49,3% do 50,7%.
Od 2000 do 2008 przez dwie kadencje z ramienia Partii Socjaldemokratycznej zasiadał w Senacie, pełnił funkcje wiceprzewodniczącego komisji ds. zdrowia. W 2006 został przewodniczącym PSD w Bukareszcie.
21 kwietnia 2008, po odmowie przez PSD mianowania go swoim kandydatem w wyborach na burmistrza stolicy, wystąpił z partii i wystartował jako kandydat niezależny. W pierwszej turze głosowania z 1 czerwca 2008 zdobył 30,1% głosów, wyprzedzając m.in. oficjalnego kandydata socjaldemokratów. W drugiej rundzie z 15 czerwca 2008 pokonał kandydata Partii Demokratyczno-Liberalnej Vasile Blagę, zdobywając 56,4% głosów.
5 października 2009 Sorin Oprescu ogłosił swój start w wyborach prezydenckich w listopadzie 2009 jako kandydat niezależny. 22 listopada 2009 w I turze zajął szóste miejsce, uzyskując 3,2% głosów poparcia. Przed II turą nie udzielił poparcia żadnemu z kandydatów, wzywając wyborców do głosowania zgodnie z własnym sumieniem.
10 czerwca 2012 Sorin Oprescu z powodzeniem ubiegał się o reelekcję w wyborach samorządowych, otrzymując 54,8% głosów. We wrześniu 2015 został tymczasowo aresztowany w związku z zarzutami korupcyjnymi. Obowiązki burmistrza przejął jeden z jego zastępców.

## Odznaczenia
- Oficer Orderu Wiernej Służby – 2010[14]
- Kawaler Orderu Wiernej Służby – 2002[14]
- Oficer Orderu Korony Rumunii – pozbawiony w 2015 w związku z zarzutami korupcyjnymi[15]